# Chauchat-Ribeyrolles 1918
A submetralhadora Chauchat-Ribeyrolles 1918 foi um protótipo francês de uma arma automática.
Em 1917, o Exército Francês adotou o fuzil semiautomático Mle. 1917 feito por Ribeyrolles, Sutter e Chauchat (RSC), que já desenvolveu a metralhadora leve Mle. 1915 "Chauchat".
Em 1918, eles apresentaram uma "pistola-mitrailleur" (submetralhadora), destinada a ser usada para proteção de curto alcance para as tripulações dos tanques franceses. A arma é baseada no mecanismo do fuzil semiautomático RSC Mle. 1917. Os primeiros testes usaram um clipe do Mannlicher-Berthier de oito cartuchos. Os julgamentos continuaram até 1919 com uma arma usando o mesmo carregador do Chauchat. Os resultados foram satisfatórios, mas a arma era muito poderosa para o uso pretendido de autoproteção. Uma mistura de balas padrão e traçantes foi planejada para ser usada para ajudar na mira.